# Haskerhorne
Haskerhorne (Fries:Haskerhoarne, of kortweg De Hoarne) is een dorp in de gemeente De Friese Meren, in de Nederlandse provincie Friesland. Haskerhorne ligt ten zuiden van de A7 tussen Joure en Oudehaske. De benaming De Hoarne duidt op de hoek van de Jousterweg en de Haulsterweg. Ten zuidoosten van Haskerhorne liggen de Haulsterbossen. In 2023 telde het dorp 540 inwoners.

## Geschiedenis
Haskerhorne is waarschijnlijk rond 1200 ontstaan als een streekdorp. De plaatsnaam zou verwijzen naar een bocht of hoek ("horne") van Oudehaske.
Vanaf de 14e eeuw werd de plaats vermeld als Hascherahorna, da Horna, Haskerhorne en Hascherhoren. Het dorp wordt samen met Oudehaske, Nijehaske, Snikzwaag en het voormalige dorp Westermeer de Haskervijfga genoemd, een samenwerking die uit de 15e eeuw stamt en de oorsprong van Haskerland vormt. Haskervijfga was enige tijd een grietenij.
Haskerhorne was lang een lintdorp met een groot buitengebied. Aan het einde van 19e begon het dorp groter te groeien. Aan de zuidrand, aan de Haulsterweg is een klein los buurtje van huizen te vinden. Dit was een volkshuisvestingsproject uit 1919.
Van 1882 tot 1947 had Hakserhorne meerdere haltes aan de Tramlijn Heerenveen - Joure.
Ten noorden van Haskerhorne ligt de Harskerveenpolder met de Hornsteruitgangen en Haskerhonrsterpolder. Het industriegebied de Ekers van Joure ligt in deze polder.
Sinds 2007 beschikt Haskerhorne over zijn eigen wapen en vlag. Ter gelegenheid van het 100-jarig bestaan van de dorpsbelangenvereniging werd de vlag ontwikkeld.
Tot de gemeentelijke herindeling op 1 januari 1984 lag Haskerhorne in de gemeente Haskerland. Tot 1 januari 2014 lag Haskerhorne in de gemeente Skarsterlân, waarna het onderdeel werd van de gemeente De Friese Meren.

## Sport
De tennisvereniging Haskerhorne bestaat sinds 1988.

## Onderwijs
Haskerhorne had tot begin 2018 een eigen school, de openbare basisschool 'De Lytse Mienskip' (Fries voor de kleine gemeenschap). Maar het aantal leerlingen daalde sterk. De kinderen gaan nu naar basisscholen in Joure, Oudehaske en Ouwsterhaule.

## Voorzieningen
Het dorp heeft een eigen dorpshuis, Dorpshuis 't Trefpunt. Voor de jongeren in het dorp is er ook 't Hokje. Dit jeugdhonk is gevestigd in een oude stal die is blijven staan nadat een brand in 1972 de boerderij volledig verwoestte.
In 1897 werd in het dorp een coöperatieve zuivelfabriek gesticht. Deze werd in de jaren zeventig gesloten. 

## Kerk
In de 18e eeuw werd de huidige kerk van Haskerhorne gebouwd. Op de begraafplaats ligt verzetsstrijder Hotze Brouwer, die overleed tijdens de Tweede Wereldoorlog en woonachtig was in het dorp.

## Openbaar vervoer
Het openbaar vervoer in Haskerhorne wordt verzorgd door Qbuzz:
- Lijn 95: Heerenveen - Nijehaske - Oudehaske - Haskerhorne - Joure - Terhorne - Irnsum - Roordahuizum - Wytgaard - Leeuwarden

## Geboren in Haskerhorne
- Fenna Kalma (1999), voetbalster